# Manabu Mabe
Manabu Mabe (マナブ間部), né le 14 septembre 1924 à Shiranuhi-machi et mort le 22 septembre 1997 à São Paulo, est un peintre nippo-brésilien.

## Biographie
Manabu Mabe voit le jour à Shiranuhi-machi, dans la préfecture de Kumamoto, sur l’île japonaise de Kyûshû où ses parents sont aubergistes puis tiennent un petit salon de coiffure pour hommes. La crise les contraignant, ils quittent le Japon pour le Brésil en 1931 où ils se lancent dans la culture du café. À la mort de son père, à l’âge de 24 ans, il incombe à Mabe, aîné d’une fratrie de sept enfants, de subvenir aux besoins de cette nombreuse famille. Il achète des terres et devient agriculteur à temps plein, mais n’abandonne pas pour autant la peinture à laquelle il consacre son peu de temps libre. Après des débuts figuratifs en 1947, il évolue progressivement vers l’art abstrait. En 1951, il envoie une de ses toiles au Salon national des Beaux-Arts de Rio, qui est retenue. La même année, il se marie avec Yoshini.
En 1957, après avoir reçu de nombreux prix récompensant sa peinture, Mabe vend sa plantation et s’installe à São Paulo pour se consacrer entièrement à son art.
Il fait construire, d’après ses plans, sa demeure à São Paulo dans le plus pur style des Samouraïs où se côtoient d’antiques pièces archéologiques latino-américaines, ainsi que d’armures de samouraï.
En 1960, il obtient la nationalité brésilienne et il commence sa carrière internationale.
Une grande exposition rétrospective se tient à Tokyo en 1978. Lors du voyage retour au Brésil, 53 de ses œuvres sont perdues dans la disparition du Boeing 707-323C le 30 janvier 1979.

## Distinctions
En 1959, il est primé à la première Biennale internationale des jeunes artistes de Paris, créée par André Malraux. La même année, il obtient le grand prix national à la cinquième Biennale de São Paulo, ainsi que le titre de « meilleur peintre du Brésil ». En 1960, le prix Fiat lui est décerné à la Biennale de Venise.